# Шекиладзе, Шота
Шота Шекиладзе (груз. შოთა შეყილაძე; 15 февраля 2000) — грузинский футболист, нападающий клуба «Дила».

## Карьера
Профессиональную карьеру начал в 2018 году в составе клуба «Локомотив» Тбилиси в Эровнули лиге. 8 декабря 2018 года в матче против клуба «Рустави» дебютировал в чемпионате Грузии, выйдя на замену на 60-й минуте вместо Лашы Озбетелашвили.
1 января 2021 года был арендован сроком на один год грузинским клубом «Телави».
В марте 2023 года подписал контракт с клубом «Женис».

## Достижения
«Локомотив» Тбилиси
- Финалист Кубка Грузии: 2019

## Клубная статистика
| Игровая карьера | Игровая карьера     | Игровая карьера | Лига | Лига | Кубок | Кубок | Межд. | Межд. | СК | СК |
| --------------- | ------------------- | --------------- | ---- | ---- | ----- | ----- | ----- | ----- | -- | -- |
| 2018            | Локомотив (Тбилиси) | А               | 1    | 0    | —     | —     | —     | —     | —  | —  |
| 2019            | Локомотив (Тбилиси) | А               | 19   | 1    | 3     | 0     | —     | —     | —  | —  |
| 2020            | Локомотив (Тбилиси) | А               | 6    | 0    | 1     | 0     | —     | —     | —  | —  |
| 2021            | Телави              | А               | 34   | 5    | 1     | 0     | —     | —     | —  | —  |
| 2022            | Локомотив (Тбилиси) | А               | 32   | 1    | 2     | 0     | —     | —     | —  | —  |
| 2023            | Женис               | Б               | 5    | 2    | 3     | 4     | —     | —     | —  | —  |